# Leonardo Kalil Abdala
Leonardo Kalil Abdala (nacido el 10 de abril de 1996) es un futbolista brasileño que se desempeña como delantero.
Jugó para clubes como el Criciúma y Albirex Niigata.

## Trayectoria

### Clubes
| Club            | País   | Año    |
| --------------- | ------ | ------ |
| Criciúma        | Brasil | 2014 - |
| Albirex Niigata | Japón  | 2016   |